# Обозний
Обо́зний — посада, урядник, функції якого пов'язані зі створенням військових (і не тільки) таборів, обозів, їхнім постачанням і підтриманням у них порядку.

## Обозний у Гетьманщині
Обо́зний — виборна службова особа, яка займала одну з найвищих державних і військових посад у Гетьманщині в 17-18 століттях. Поділялися на генеральних і полкових.
Генеральний обозний, який належав до генеральної старшини, вважався першою особою після гетьмана. Керував військовою артилерією, відав постачанням гетьманського війська, виконував дипломатичні доручення гетьмана, займався розслідуванням особливо важливих справ. Засідав у Генеральній військовій канцелярії та Генеральному військовому суді. Під час воєнних дій, як найвищий за рангом член генеральної старшини, обозний найчастіше призначався наказним гетьманом.
Полковий обозний керував полковою артилерією і вважався заступником полковника в українському козацькому війську. 

## Обозний у Королівстві Польському, Великому князівстві Литовському та Речі Посполитій
Обозний (пол. Oboźny, лат. Praefectus castorum) — старший офіцер і водночас головний урядник. Спочатку призначався спеціально на дану конкретну виправу, починаючи з XVI століття уряд став постійним. 
Спочатку обозний був насамперед фахівцем зі створення таборів, зокрема укріплених. Під час походу він шукав зручне місце для табору, керував його встановленням, облаштуванням та пізнішим згортанням. Він командував табором, обозом, підтримував у ньому порядок, а під час походу проводив власну розвідку та боровся з ворожою розвідкою. У XVII столітті, разом з профосом, він керував роботою новоствореної польової жандармерії. 
Коли король брав участь у поході й стояв у обозі, призначений на час виправи обозний надвірний, брав на себе обов'язки королівського квартирмейстера.
Обозний великий коронний — уряд військовий Корони Королівства Польського та Речі Посполитої. До його обов'язків входило створення обозу, табору для коронного війська, командування ними та забезпечення його постачання. Підпорядковувався, призначався і перебував при королеві.
Обозний коронний — уряд дворський (почесний) Корони Королівства Польського та Речі Посполитої. Він завідував королівськими каретами та возами
Обозний польний коронний — уряд військовий Корони Королівства Польського та Речі Посполитої. Підпорядковувався, призначався і перебував при гетьманові. Був заступником обозного великого коронного.
Обозний великий литовський — уряд військовий Великого князівства Литовського та Речі Посполитої. Підпорядковувався, призначався і перебував при великому гетьманові Литовському.
Обозний польний литовський — уряд військовий Великого князівства Литовського та Речі Посполитої, заступник обозного великого литовського.
Обозний земський (повітовий) — уряд земський у Великому князівстві Литовському, пов'язаний із функціонуванням посполитого рушення. Ця посада знаходилася досить низько в ієрархії земських урядів.

## Обозний в інших країнах
У Російській імперії й інших країнах обозний — нижчий чин при військовому гужовому транспорті, обозах.